# Przedsiębiorca będący osobą fizyczną
Przedsiębiorca będący osobą fizyczną, dawniej osoba fizyczna wykonująca działalność gospodarczą, jednoosobowa działalność gospodarcza, indywidualna działalność gospodarcza, osoba fizyczna prowadząca działalność gospodarczą, jednoosobowy podmiot gospodarczy, przedsiębiorstwo prywatne osoby fizycznej lub kupiec jednoosobowy – najprostsza organizacyjnie forma przedsiębiorcy w Polsce. 

## Charakterystyka
Osoba fizyczna może stać się przedsiębiorcą, jeżeli jest w pełni zdolna do czynności prawnych i nie został nałożony na nią przez sąd zakaz prowadzenia działalności gospodarczej w danym zakresie. 
Przedsiębiorca taki ponosi bez ograniczeń odpowiedzialność za zobowiązania wynikające z działalności gospodarczej, w pierwszym rzędzie z majątku przedsiębiorstwa jednoosobowego lub spółki cywilnej, a gdy nie wystarcza on dla ich pokrycia – z majątku prywatnego, w przypadku spółki cywilnej solidarnie z innymi wspólnikami.
Firma przedsiębiorcy będącego osobą fizyczną musi zawierać jego nazwisko, a w przypadku spółki cywilnej – nazwiska przedsiębiorców będących wspólnikami. W przypadku śmierci przedsiębiorcy, przedsiębiorstwo w spadku po zmarłym lub stanowiące spółkę cywilną, której wspólnikiem był zmarły, może pod określonymi warunkami działać przez ograniczony czas pod firmą zmarłego przedsiębiorcy. 
Każdy przedsiębiorca ma także obowiązek posługiwania się na pieczęciach, kopertach, wizytówkach i pismach firmowych, papierze firmowym, oraz wszelkich wydawanych przez przedsiębiorcę dla podmiotów zewnętrznych fakturach, rachunkach, paragonach i innych dokumentach numerem NIP, podobnie jak numerem statystycznym REGON, przy czym w przypadku zawiązania spółki cywilnej używa się na powyższych  zasadach numerów NIP i REGON spółki, odrębnych od tych nadanych przedsiębiorcom będącym jej wspólnikami.
Podstawy prawne działania przedsiębiorcy będącego osobą fizyczną zawarte są w 
- ustawie z dnia 6 marca 2018 r. – Prawo przedsiębiorców[1],
- Kodeksie cywilnym, zawierającym przepisy dotyczące spółki cywilnej oraz ustanawiającym podstawowe  zasady obowiązujące w obrocie gospodarczym,
- ustawie z dnia 5 lipca 2018 r. o zarządzie sukcesyjnym przedsiębiorstwem osoby fizycznej[2], dotyczącej przedsiębiorstwa w spadku pod firmą zmarłego przedsiębiorcy.

## Uzyskiwanie statusu przedsiębiorcy przez osobę fizyczną
Osoba fizyczna uzyskuje status przedsiębiorcy poprzez wpis do Centralnej Ewidencji i Informacji o Działalności Gospodarczej. Do prowadzenia działalności gospodarczej niektórych rodzajów przedsiębiorca musi ponadto uzyskać zezwolenie, licencję lub koncesję albo wpis do rejestru działalności regulowanej oraz przedstawić dokumenty potwierdzające posiadanie wymaganych kwalifikacji lub uprawnień.